# Mariko Tsutsui
Mariko Tsutsui (筒井 真理子?, Tsutsui Mariko; Kōfu, 13 ottobre 1960) è un'attrice giapponese.

## Biografia
Mariko Tsutsui è nata a Kōfu, prefettura di Yamanashi, in Giappone, il 13 ottobre 1960. Si è diplomata alla scuola superiore Kōfu Daiichi. Dopo aver frequentato l'università presso l'Istituto comprensivo Aoyama Gakuin, si è laureata alla Università di Waseda in Scienze sociali.
Nel 1981, mentre era ancora studentessa all'Università di Aoyama Gakuin, Tsutsui fu impressionata da una performance teatrale del gruppo "Third State" dell'Università di Waseda. Nel 1982, riesce finalmente a passare il test di ingresso all'Università di Waseda ed entra a far parte del gruppo Third Stage dove ha modo di fare le prime esperienze nel campo della recitazione.
Nel 2017 viene premiata come miglior attrice per il film Harmonium in tre diversi festival cinematografici: lo Yokohama Film Festival, i Mainichi Film Awards. e il Takasaki Film Festival

## Filmografia

### Cinema
- 1994 - Aozora ni Ichiban Chikai Basho
- 1994 - Otoko Tomodachi
- 1995 - Crazy Cop: Sōsa wa sen!; Yankee Reppū-tai
- 1996 - Prison Hotel
- 1997 - Ansatsu no Machi
- 2000 - Tojiru Hi, Mask De 41; Crossfire
- 2003 - Open House; Yomigaeri
- 2004 - One Missed Call, Otōsan no Backdrop; Otakus in Love
- 2005 - Aishiteyo; One Missed Call 2
- 2006 - Tokyo Tower; Kaidan Shin Mimibukuro: Yirei Manshon; Chekeratcho!!
- 2007 - Densen Uta; Welcome to the Quiet Room
- 2008 - Chest!; Dive!!; Achilles and the Tortoise
- 2009 - Lash Life
- 2010 - Hero Show; Hito no Sabaku
- 2011 - Kazoku X
- 2012 - Land of Hope
- 2013 - Little Maestra; The Detective Is in the Bar 2; The Complex; Roommate; Midsummer's Equation
- 2014 - Neat of the Dead; Inochi no Call: Miessinga o Shitte imasu ka
- 2015 - The Virgin Psychics; Kagura-me
- 2016 - Fuchi Ni Tatsu
- 2016 - Antiporno
- 2018 - Namae, Kasane

### Televisione
NHK 
- 1998 - Ude ni oboeari
- 2002 - Moshichi no Jiken-bo: Shin fushigi Sōshi
- 2004 - Dream: 90-Nichi de 1 Oku-en
- 2006 - Taiga drama Kōmyō ga Tsuji; Junjō kirari
- 2007 - Kaiki Dai Sakusen: Second File
- 2008 - Hitomi
- 2009 - Chūgakusei Nikki
- 2010 - Yōkame no Semi
- 2011 - Onmitsu Happyaku Yachō
- 2013 - Yae no Sakura; Kasu tei-ra
- 2014 - Hanako to Anne, Seijo; Osoroshi: Mishima-ya Henchō Hyaku Monogatari; Sakuya no Curry; Ashita no Pan
- 2015 - Dakara Kōyau; Ichiro
- 2017 - Fuji Family

 Tokyo Broadcasting System 
- 1997 - Ashita Fukukaze
- 1999 - Keizoku
- 2000 - A un
- 2001 - Jichikai-chō Himeko Itoi Shataku no Jiken-bo
- 2002 - Tantei Shoko Kitajima no Chōsa Hōkoku-sho
- 2003 - Bishōjo senshi Sailor Moon; E All: Sore ga dō shita no
- 2004 - San nen B-gumi Kinpachi-sensei; Kotobuki Wars; Mei Tantei Catherine
- 2005 - Teisō Mondō; Part-time Saibankan
- 2006 - Bengoshi no Kuzu
- 2007 - Zeimu Chōsakan Taro Madogiwa no Jiken-bo 15
- 2010 - Kekkon Keika-Ken Aiko Yukawa no kantei File; Kariya Keibu Series; Isoben Tamami Satomura no Jiken-bo 1
- 2012 - Naniwa Shōnen Tantei Dan
- 2013 - Tenma-san ga yuku
- 2014 - Sakura: Jiken o Kiku Onna; Setagaya Chūzai Deka 2; Bengoshi Kyoko Takamizawa 12

 Nippon TV 
- 1991 - Joi no Satsujin
- 1994 - Otama Kōzō Fūfu desu
- 1995 - Kyūkyū Shitei Byōin
- 1996 - Shōkyōto Mystery
- 1997 - Seigi no mikata
- 1998 - Seicho Matsumoto Special Chūōryūsa
- 2000 - Eien no Ko
- 2001 - Furēfurē Jinsei!
- 2002 - Keibuho: Jiro Tsukuda
- 2004 - Kenji Yuko Kasumi
- 2005 - Ruri no shima
- 2006 - Tatta hitotsu no koi; Toritsu Mizusho!
- 2012 - Cleopatra no Onna-tachi; Kazoku Kashimasu: Family Complex
- 2013 - Tokyo Bandwagon: Shitamachi Dai Kazoku Monogatari

 Fuji Television 
- 1990 - Kis-tsu hazure no Kaigan Monogatari: '90 Fuyu
- 1997 - Stewardess Keiji
- 1998 - Joōbachi; Days; Sekai de Ichiban Papa ga suki, Kita no Kuni kara
- 1999 - Kaze no Yukue; Oni no Sumika
- 2000 - Brand
- 2001 - Bijin Sanshimai Onsen Geisha ga iku!; Rocket Boy
- 2003 - Tsugaru Kaikyō Mystery Kōro; Kenkyaku Shōbai
- 2004 - Akai Reikyūsha Series; Rikon Bengoshi
- 2005 - Hakusen Nagashi; Fukigen na Gene; Engine (serie televisiva); Emergency Room 24 Hours
- 2006 - 1242k Hz: Kochira Nippon Hōsō; DanDori: Dance Drill
- 2007 - Mitsuhiko Asami Series; Hanayome to papa; Shiokaze no Shinryōsho: Misaki no Doctor Funsen-ki; Hanazakari no kimitachi e - Ikemen Paradaisu
- 2008 - Flight Panic; Monster Parent; Innocent Love
- 2010 - Nakanai to Kimeta Hi
- 2012 - Shiawase no Jikan
- 2013 - Minami no Teiōwa; Last Cinderella
- 2014 - Misa Yamamura Suspense: Kuro no Kassōro
- 2015 - Risk no Kamisama

 TV Asahi 
- 1994 - Kare to Kanojo no Jijō
- 1995 - Kaze no Keiji Tokyo Hatsu!
- 1996 - Purple Eyes in the Dark; Hagure Keiji Junjōha
- 1997 - Nagare Itashi Chinin; Hamidashi Keiji Jōnetsukei
- 1998 - Hagure Keiji Junjōha
- 1999 - Tantei Jimusho; Ni-san Tantei Series; Hagure Keiji Junjōha
- 2000 - Kasōken no Onna
- 2001 - Hamidashi Keiji Jōnetsukei; R-17
- 2002 - Onna Keiji Futari; Okashi na Futari; Hagure Keiji Junjōha; Hamidashi Keiji Jōnetsukei; Satorare; Kyoto Meikyū Annai
- 2003 - Kasai Chōsakan Renjirō Kurenai; Okashi na Keiji; Dokushin 3!!; Kozure Ōkami
- 2004 - Omiya-san; Toridenaki Mono
- 2005 - Kenji Yoko Asahina; Aibō Season 3
- 2006 - Kagaku Sōsa Kenkyūsho Bunsho Kantei no Onna; Shinbun Kisha: Goro Tsurumaki no Jiken-bo; Fugo Keiji
- 2007 - Keishichō Sōsaikka 9 Kakari; Byakkotai (film); Onna Keiji Mizuki: Kyoto Rakusai-sho Monogatari; Ten to Sen
- 2008 - Rokumeikan; 7-ri no Onna Bengoshi; Dansō no Reijin: Yoshiko Kawashima no Shōgai
- 2009 - Tokyo Eki Owasuremono Azukari-sho; Keiji Koroshi; Rinjō; Meitantei no okite; Kasōken no Onna; The Negotiator
- 2010 - Honō no Keibi Taichō Morio Igarashiu; Okashi na Keiji; Kyoto Minami-sho Kanshiki File; Keishichō Shissōnin Sōsaka
- 2011 - Kariya Chichi Musume Series; Omiya-san; Ore no Sora: Keiji-hen
- 2012 - Otori Sōsa-kan Shiho Kitami; Kyotaro Nishimura Travel Mystery; Toshi Densetsu no Onna
- 2013 - Shokatsu no Onna: Shinjuku Nishisho Keiji-ka Kyōkō-han-gakari; Akira Kurosawa Drama Special: Nora Inu
- 2014 - Keishichō Sōsaikkachō: Hira kara Nariagatta Saikyō no Keiji!; Kaseifu wa Mita!
- 2016 - Taxi Driver no Suiri Nisshi

 TV Tokyo 
- 1996 - Jiken Shimin no Hanketsu
- 2003 - Shinano no Colombo Jiken File 3
- 2005 - Tetsudō Keisatsukan Kozaburo Kiyomura
- 2006 - Seicho Matsumoto Tokubetsu Kikaku Tsuyoki Ari
- 2007 - Boys Esté
- 2008 - Omomizu no Jo Nana-ban Shōbu: Tokugawa Dūun-roku Gaiden
- 2010 - Jōō
- 2011 - Seicho Matsumoto Tokubetsu Kikaku Hachiue o Kau Onna
- 2012 - Ganriki: Keibuho Yaichi Kishima 2
- 2013 - All Esper Dayo!; Kodoku no Gourmet Season 3; No Continue Kid: Bokura no Game Shi
- 2017 - Dead Stock: Michi e no Chōsen

 Wowow 
- 2004 - Shukumei

## Apparizioni TV

### Programmi di varietà
- Himitsu no Kenmin Show (NTV)
- IQ Engine (CX)
- Motto Kageki ni Paradise (NHK BS-2)
- Quiz Presentation Variety: Q-sama!! (EX)

### Pubblicità
- House Foods
- Kao Corporation
- Nissin Foods
- Japan Riva
- Toyota Home
- Aeon
- Sumitomo Trust and Banking
- Toyota
- Eisai
- JTB Corporation

## Premi e riconoscimenti

### 2017
- Yokohama Film Festival - Miglior Attrice protagonista
- Takasaki Film Festival - Miglior Attrice protagonista
- Mainichi Film Awards - Miglior Attrice protagonista